# Tullus Hostilius
Tullus Hostilius är en av de sju kungar som enligt traditionen styrde Rom innan det blev republik. Dagens historiska forskning betraktar honom snarast som en mytologisk gestalt. Han valdes efter Numa Pompilius död till Kungariket Roms tredje kung, 672 f.Kr. – 640 f.Kr. Han erövrade staden Alba Longa, som brändes ned och tvångsförflyttade dess invånare till Rom vars befolkning därmed fördubblades. Åt romerska senaten byggde Tullus en särskild samlingsplats som efter honom kallades Hostiliska curian, Curia Hostilia.
Under sin regeringstid förde han även krig mot sabinerna och etruskerna. Det sägs även att Tullus Hostilus var så upptagen med att kriga att han glömde bort gudarna. När han väl offrade till Jupiter för att få hjälp gjorde han det ofullständigt och på grund av detta ska han, enligt legenden, ha blivit dödad av guden.

## Eftermäle
Asteroiden 15869 Tullius är uppkallad efter honom.